# Les chacals meurent à l'aube
Pour plus de détails, voir Fiche technique et Distribution.
Les chacals meurent à l'aube (titre original : Soldatensender Calais) est un film allemand réalisé par Paul May, sorti en 1960.
Il s'agit d'une adaptation du roman de Michael Mohr paru dans Neue Illustrierte.

## Synopsis
France au moment de l'occupation allemande au printemps 1944. La situation dans la capitale, Paris, est tendue, et les Alliés devraient débarquer sur la côte française un jour ou l'autre.
Alors qu'à Paris le jeune Kapitänleutnant Jochen Malden est déjà sous surveillance par la Gestapo en raison de sa relation amoureuse avec la Française Madeleine, son frère Werner travaille de l'autre côté de la Manche au service des opposants britanniques et lit sur Soldatensender Calais des textes de contre-propagande pour la Wehrmacht en France. Maintenant, la Gestapo soupçonne que "leur" Malden est également un "cantoniste dangereux" et donne probablement à la partie adversaire des informations en tant qu'agent ennemi. Ses contacts avec la Française le font aussi apparaître comme le contact idéal avec la Résistance.
Le chef de la Gestapo, Albrecht, veut instrumentaliser Jochen Malden avec l'aide de sa secrétaire Anne, car les deux jeunes étaient autrefois liés émotionnellement. À contrecœur, Anne accepte d'espionner Jochen. Alors qu'Albrecht espère exposer le lieutenant-capitaine en tant qu'agent et traître britannique, Anne essaie d'empêcher cela. Mais les efforts d'Anne ne mènent à rien, et Jochen Malden doit être arrêté et incarcéré sur ordre d'Albrecht après que la Résistance aurait arrangé la rencontre des deux frères. Albrecht ordonne de tuer les deux Malden, mais Anne parvient à avertir les Malden au dernier moment. Anne aussi est en danger extrême.
Pendant ce temps, le chef de Soldatensender, avec l'aide d'un vieil ami d'enfance, le pilote de chasse Rudi Castrop, prévoit d'exfiltrer son récitant en France et d'empêcher la Gestapo.

## Fiche technique
- Titre : Les chacals meurent à l'aube
- Titre original : Soldatensender Calais
- Réalisation : Paul May assisté de Hans Stumpf
- Scénario : Ernst von Salomon
- Musique : Norbert Schultze
- Direction artistique : Gottfried Will, Rolf Zehetbauer
- Costumes : Ilse Dubois
- Photographie : Kurt Hasse (de)
- Son : Hermann Storr
- Montage : Werner Preuss
- Production : Wilhelm Sperber
- Société de production : Bavaria Film
- Société de distribution : Bavaria-Filmkunst Verleih
- Pays d'origine :  Allemagne de l'Ouest
- Langue : allemand
- Format : Noir et blanc - 1,66:1 - mono - 35 mm
- Genre : Guerre
- Durée : 103 minutes
- Dates de sortie :
  -  Allemagne de l'Ouest : 30 août 1960.
  -  France : 2 juin 1961[1].
  -  Finlande : 21 juillet 1961.
  -  Suède : 20 novembre 1961.
  -  Danemark : 28 mai 1962.

## Distribution
- Klausjürgen Wussow : Jochen Malden
- Hans Reiser (de) : Werner Malden
- Karin Hübner :  Madeleine Dartein
- Siegfried Lowitz : Hauptsturmführer Albrecht, le chef de la Gestapo à Paris
- Ingeborg Schöner : Anne Lindhoff, sa secrétaire
- Gert Fröbe : Le chef de Soldatensender
- Helmut Schmid : Rudi Castrop
- Peter Carsten : Otto Panzke
- Carl Lange : Hauptmann Ressler, Abwehr
- Renate Rolfs : Eva Wilms, assistante de presse allemande
- Edith Elmay : Mary, assistante de presse britannique
- Thomas Reiner (de) : Le Standartenführer
- Alexander Golling (de) : Le Gauleiter
- Wolfgang Büttner : L'amiral
- Edith Schultze-Westrum : Mme Schmitz
- Renate Kalin : La travailleuse étrangère

## Source de traduction
- (de) Cet article est partiellement ou en totalité issu de l’article de Wikipédia en allemand intitulé « Soldatensender Calais (Film) » (voir la liste des auteurs).